# Himantura leoparda
Espèce
Statut de conservation UICN

 VU A2cd+3cd+4cd : Vulnérable
Himantura leoparda est une espèce de raies de la famille des Dasyatidae que l'on trouve dans les océans Indien et Pacifique depuis la mer d'Andaman jusqu'à l'Australie et Taiwan. On la trouve près des côtes à des profondeurs inférieures à 70 m sur des substrats meubles. Elle est pêchée dans de nombreuses parties de son aire de distribution, principalement pour son cuir et sa chair.

## Description
Atteignant une largeur de 1,8 m cette espèce a des nageoires pectorales quadrangulaires avec un museau pointu et une très longue queue en forme de fouet sans repli. Les adultes ont un dos léopard avec des anneaux bruns sur un fond jaunâtre, ainsi qu'une rangée de grands denticules dermiques en forme de cœur le long de la ligne médiane. Les nouveau-nés et les tout jeunes ont de grandes taches sombres mais de petits denticules.  
Cette espèce appartient au complexe d'espèces Himantura uarnak qui comprend aussi H. australis, H. tutul, H. uarnak et H. undulata .